# Ma-1110

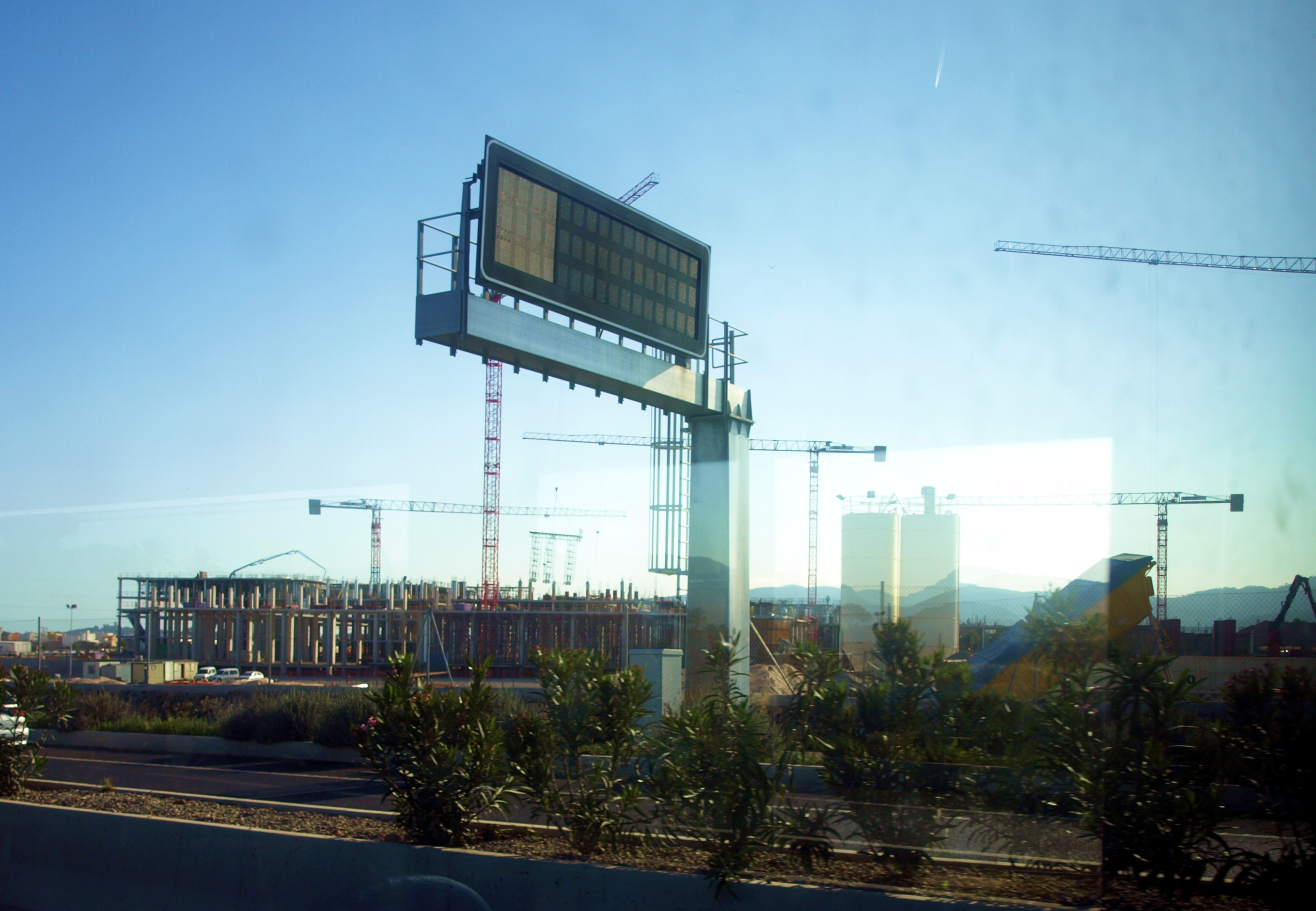
Ma-1110, al fondo, las obras del Hospital de Son Espases.

La Ma-1110 o Carretera de Valldemosa es una carretera secundaria situada en Mallorca, Islas Baleares. Une la localidad de Valldemosa con la capital balear. La Ma-1110 es la principal vía de acceso a la Universidad de las Islas Baleares y al Hospital de Son Espases.
De los 17 kilómetros de la carretera, los ocho primeros están desdoblados hasta s'esgleieta.
En su recorrido la Ma-1110 enlaza con la Ma-20, con la Ma-1120 (que enlaza con la Carretera de Esporlas), la Ma-1140 (que enlaza con la carretera de Sóller) y con la Ma-10.

## Nomenclatura
Desde 2003 esta carretera recibe el nombre de Ma-1110. Su nombre está formado por: el prefijo Ma, que indica que es una carretera situada en la isla de Mallorca; y el 1110 es el número que recibe según el orden de nomenclaturas de Red de carreteras de la isla de Mallorca.